# Massimo Roberto Rossini
Massimo Roberto Rossini (* 1945 in San Marino) ist ein san-marinesischer Politiker. Er war 1983 einer der beiden Capitani Reggente (Staatsoberhaupt) von San Marino und von 2003 bis 2006 Gesundheitsminister.
Rossini studierte an der Universität Bologna Medizin und Chirurgie und spezialisierte sich in Gynäkologie und Geburtshilfe. Von 1976 bis 1980 war er freiwilliger Assistent an der Geburtshilfeklinik in Bologna und Direktor des Consorzio Socio Sanitario in San Lazzaro di Savena. Von 1980 bis zu seiner Pensionierung 2010 arbeitete Rossini an der Abteilung für Geburtshilfe und Gynäkologie des staatlichen Klinikums von San Marino (Ospedale di Stato della Repubblica di San Marino).
Rossini trat 1976 dem Partito Comunista Italiano (PCI) bei, 1984 wurde er Mitglied des Partito Comunista Sammarinese (PCS). Er bekleidete zahlreiche Führungspositionen im PCS sowie dessen Nachfolgeparteien PPDS (1990–2001), Partito dei Democratici (PdD) (2001–2005) und Partito dei Socialisti e dei Democratici (ab 2005). Er gehörte dem Consiglio Grande e Generale, dem san-marinesischen Parlament, von 1978 bis 1993 und erneut von 1998 bis 2008 an. Bei der Parlamentswahl 2006 verfehlte er den direkten Einzug ins Parlament, rückte jedoch für einen Minister – deren Parlamentsmandat während ihrer Regierungsmitgliedschaft ruht – ins Parlament nach. 2008 verfehle er den Einzug ins Parlament, bei der Parlamentswahl 2012 kandidierte er nicht mehr.
Gemeinsam mit Adriano Reffi amtierte er vom 1. April bis 1. Oktober 1983 also Capitano Reggente (Staatsoberhaupt von San Marino). In der von Dezember 2003 bis zum Juli 2006 amtierenden Regierung von Partito Democratico Cristiano Sammarinese (PDCS), Partito Socialista Sammarinese (PSS) und PdD wurde Rossini Gesundheitsminister (Segretario di Stato per la Sanitàe la Sicurezza Sociale, gli Affari Sociali e le pari Opportunità). Im Oktober 2006 wurde er Vorsitzender des parlamentarischen Untersuchungsausschusses zur Kasinoaffäre.